# Unificirana atomska jedinica mase
Unificirana jedinica atomske mase, u, jest 1/12 vrijednosti mase izotopa 12C i iznosi 1.660 565 ± 0.000 008 6∙10-27 kg.Ona služi za mjerenje mase atoma.
Ovaj članak uklopiti u "Atomska jedinica mase" 
 Institut za hrvatski jezik i jezikoslovlje - Struna Drago Karlo (razgovor) 07:35, 30. siječnja 2017. (CET)